# Magnetické hračky z neodymu
Magnetické hračky z neodymu využívají ke své funkci vlastností neodymových magnetů (velká síla při malém objemu). Obvykle fungují tak, že z jednotlivých drobných částí (magnetických kuliček, krychliček apod.) lze sestavovat nejrůznější tvary.

## Obchodní značky
- NeoCube
- Nanodots
- Zen magnets
- CyberCube
- EuroCube
- QQMag
- buckyballs
- Neoballs

## Technické parametry
Hlavolam je složený z kuliček vyrobených z neodymu, železa a boru (NdFeB). Je vyráběný nejčastěji v čtyřech povrchových úpravách: standard (nikl), zlatá (měď), stříbrná (stříbro) a černá (nikl). Neoballs jsou vyráběny v 14 variantách, šest s povrchovou úpravou různého kovu a osm barevných. Kuličky mají dle výrobce průměr 4,8 mm nebo se vyrábí v různých velikostních variantách 5, 6 nebo 7 mm. Základní hlavolam je krychle, která je složena z 216 kuliček.

## Nebezpečí
Spolknutí malých magnetických částí těchto hraček může vzhledem k síle magnetů způsobit vážné následky na zdraví. Může se tak stát v případě spolknutí dvou magnetů (mohou sevřít tkáň), nebo při přiblížení těla ke kovovému předmětu. Nebezpečí hrozí rovněž kardiostimulátorům a podobným zařízením.

## Galerie

NeoCube - příklad magnetické stavebnice
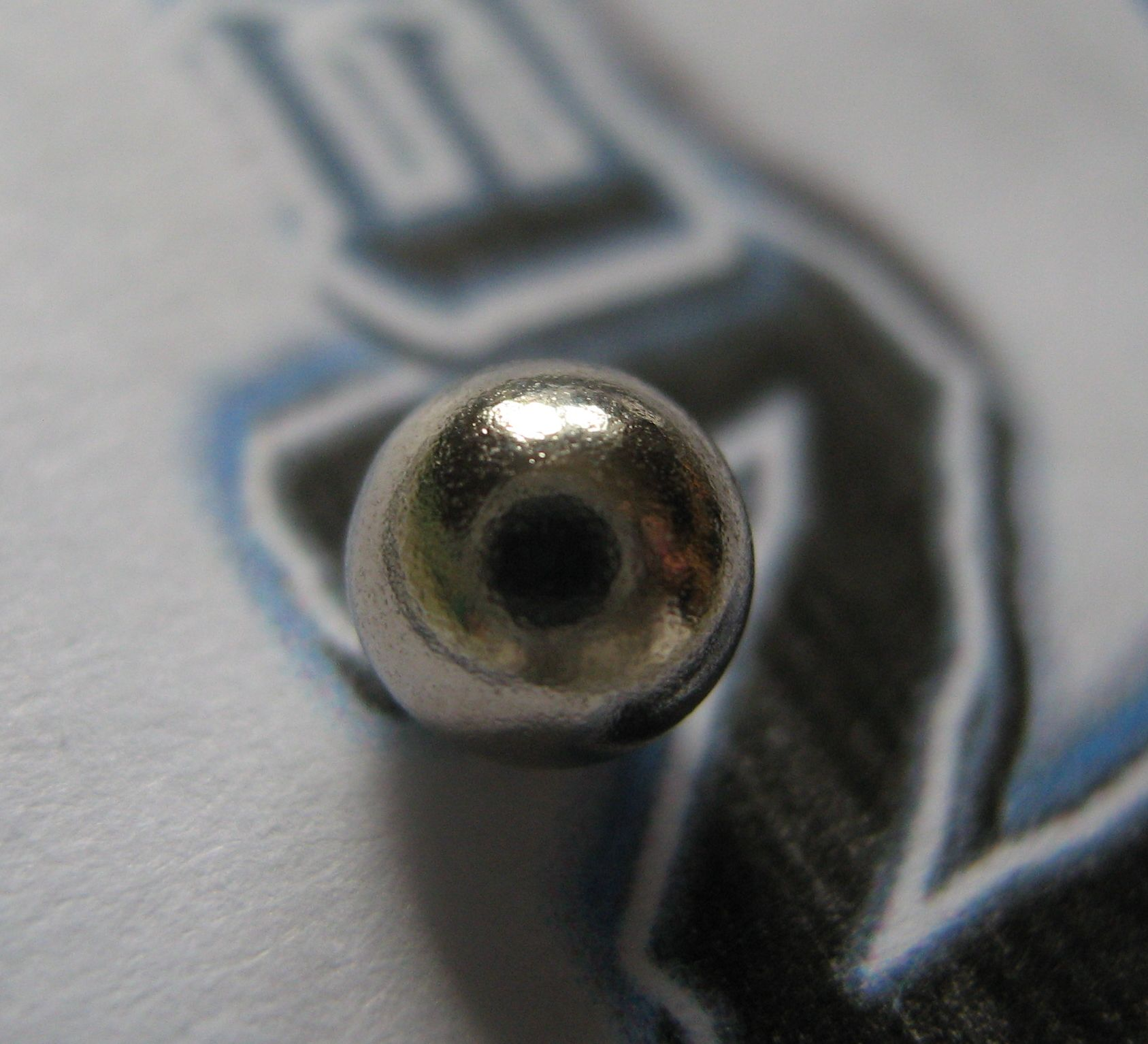
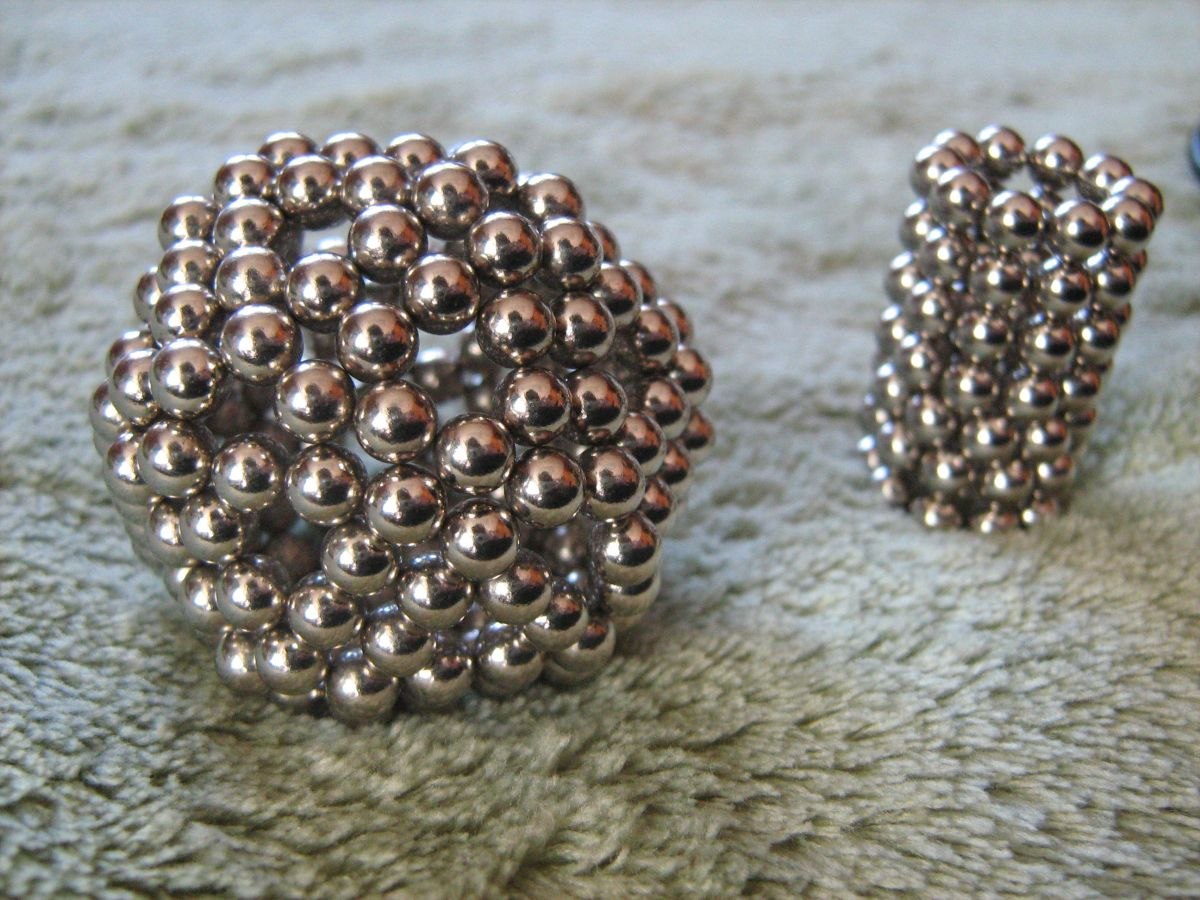
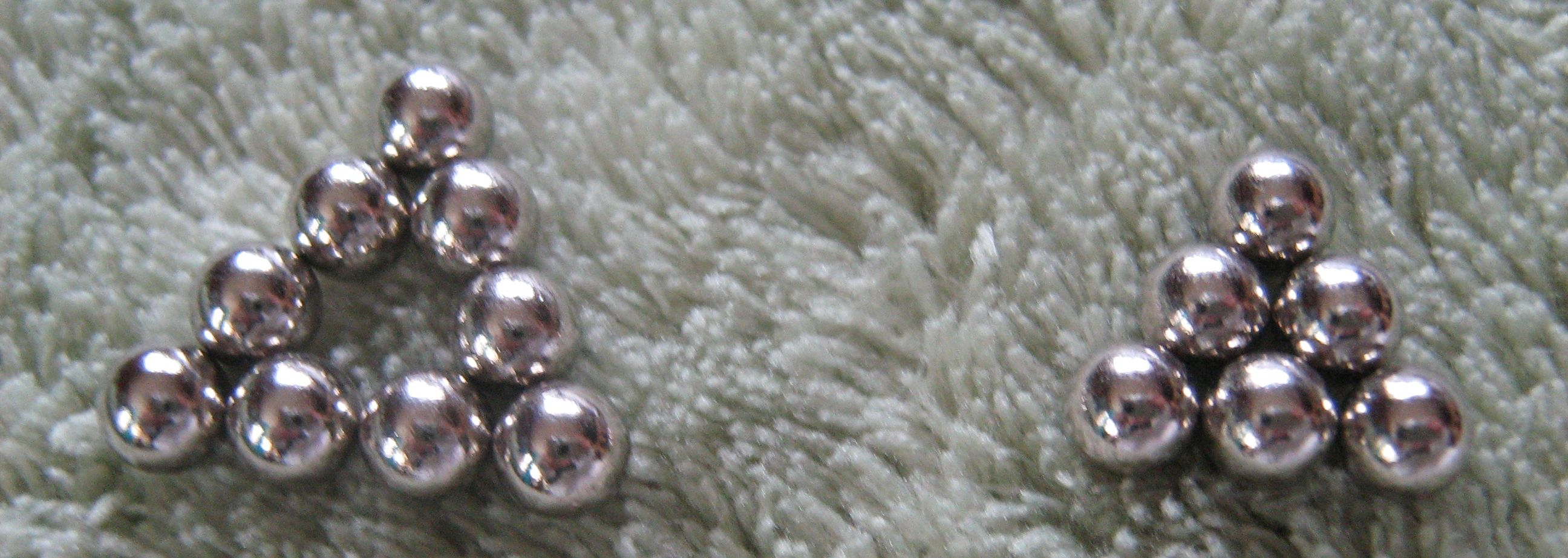
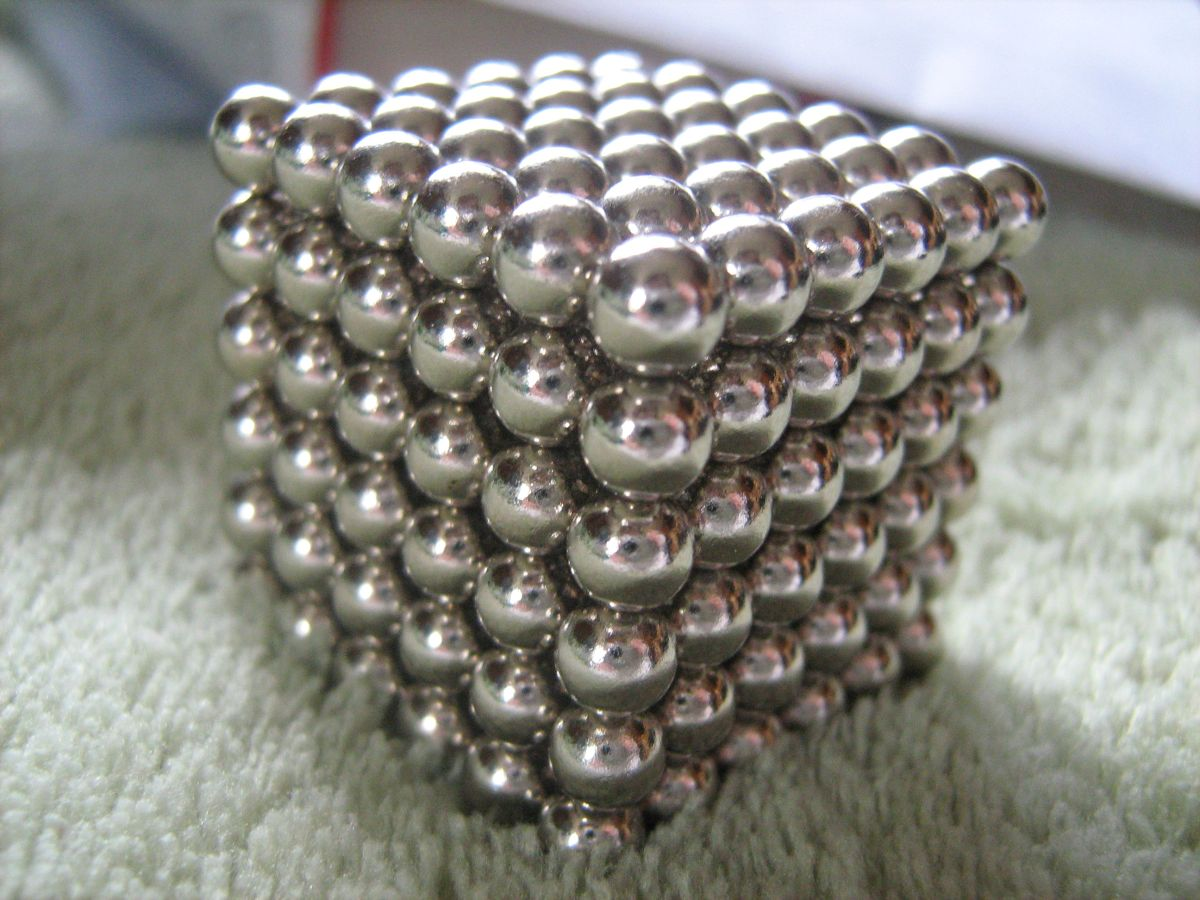